# Farmàcia R. Caldelas
La Farmàcia R. Caldelas és un edifici de Girona inclòs a l'Inventari del Patrimoni Arquitectònic de Catalunya.

## Descripció
La façana combina elements noucentistes i d'Art Decó. Cal destacar els quatre relleus decoratius de l'escultor Fidel Aguilar. A l'interior hi ha un curiós mostradors semicircular amb columnes salomòniques de fusta policromada que sostenen un altell.